# Geschützter Landschaftsbestandteil Hohlweg am Kronocken

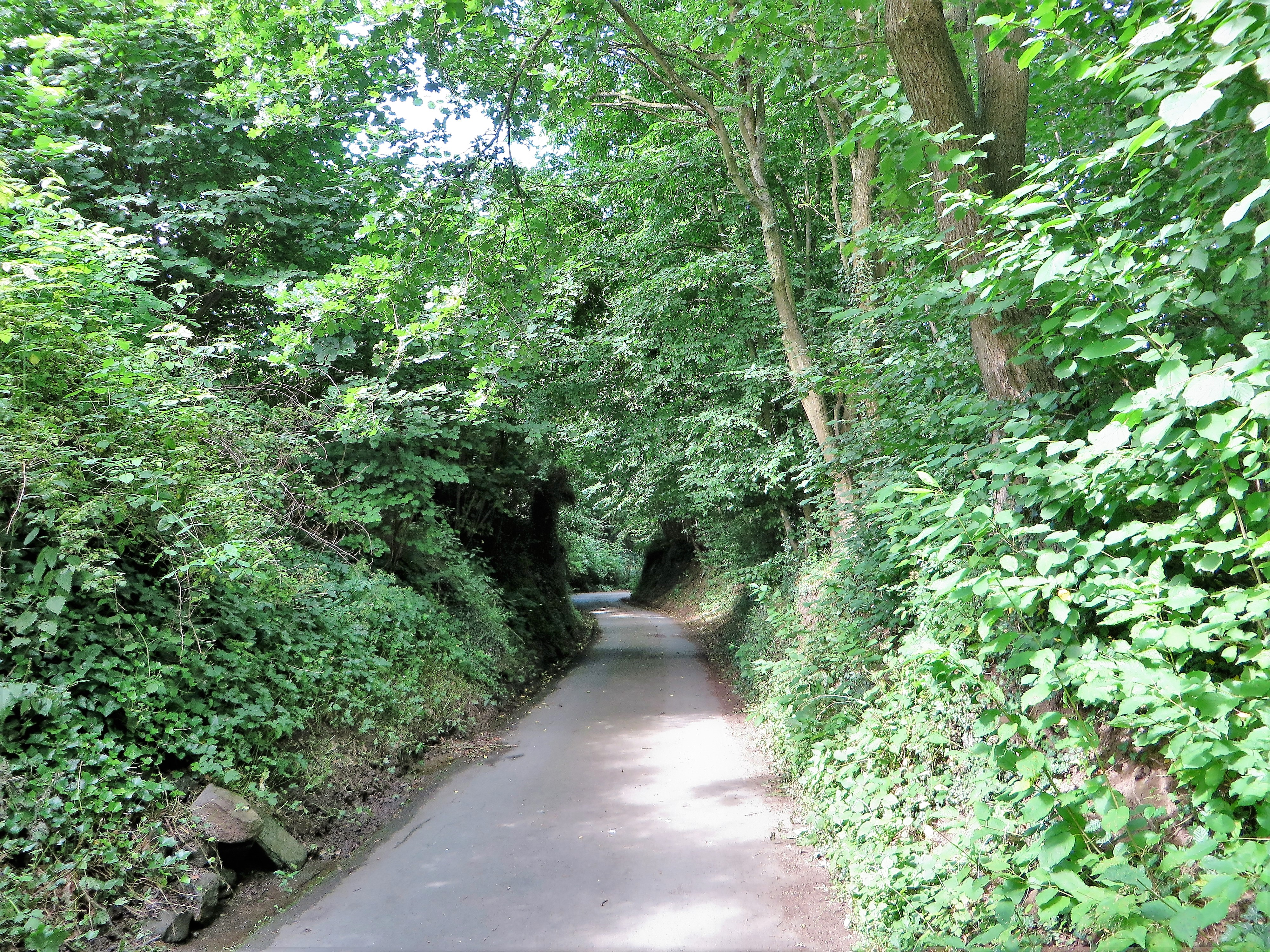
Geschützter Landschaftsbestandteil Hohlweg am Kronocken

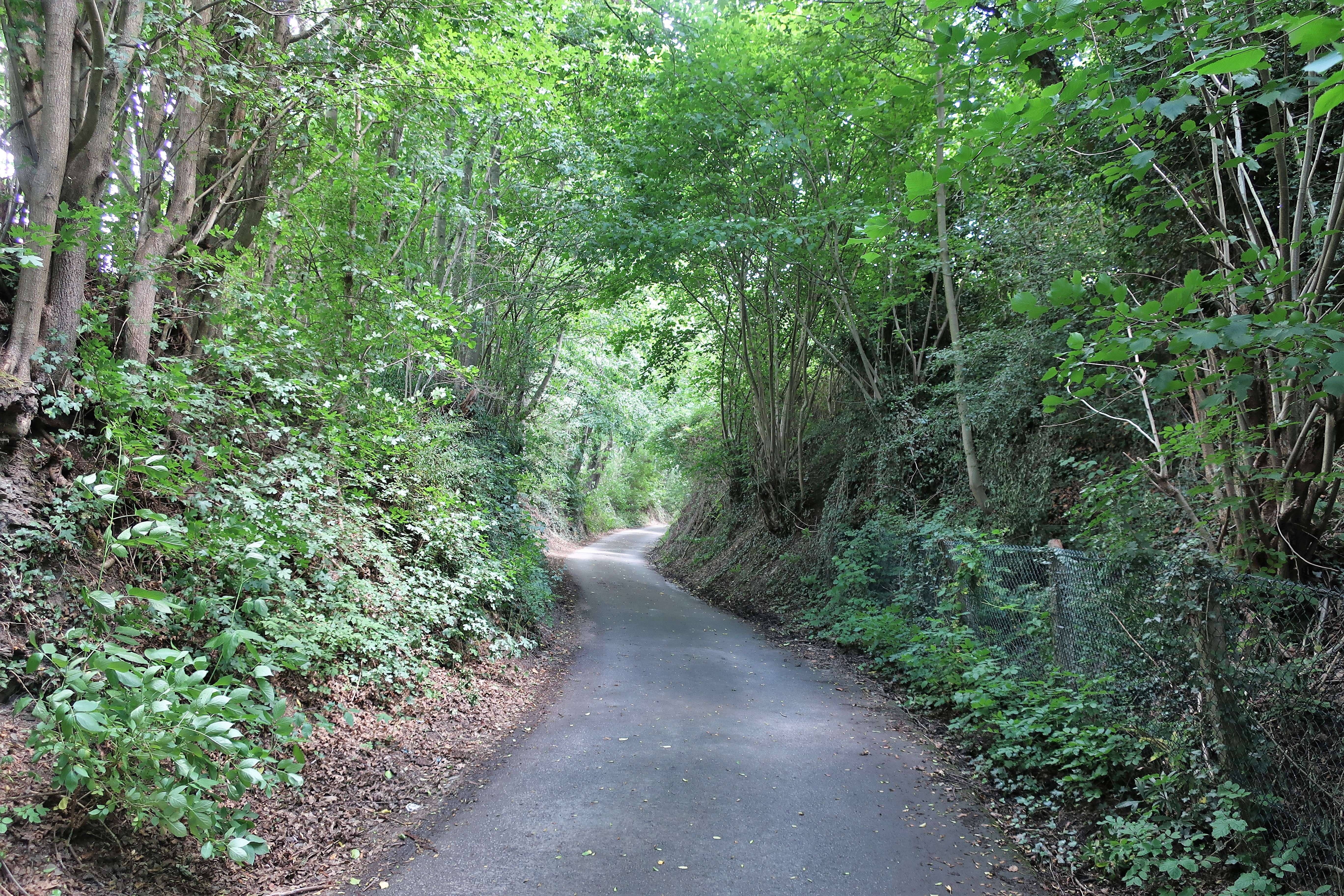
Hohlweg am Kronocken

Der Geschützte Landschaftsbestandteil Hohlweg am Kronocken mit einer Flächengröße von 0,21 ha liegt auf dem Gebiet der kreisfreien Stadt Hagen in Nordrhein-Westfalen. Der LB wurde 1994 mit dem Landschaftsplan der Stadt Hagen vom Stadtrat von Hagen ausgewiesen. Der LB liegt in Hagen-Hohenlimburg an der Straße Am Kronocken innerhalb vom Landschaftsschutzgebiet Bemberg.

## Beschreibung
Beschreibung im Landschaftsplan: „Der geschützte Landschaftsbestandteil erstreckt sich im Nordosten von Henkhausen. Es handelt sich um einen asphaltierten Hohlweg, der beidseitig von einem artenreichen Gehölzsaum gekrönt wird.“

## Schutzzweck
Laut Landschaftsplan erfolgte die Ausweisung „zur Sicherung der Leistungsfähigkeit des Naturhaushalts durch Erhalt von Gehölzstrukturen als Nist-, Brut-, Nahrungs- und Rückzugssraum, insbesondere für Vögel und Kleinsäuger der Feldflur“.